# Live at the Isle of Wight 1970
Live at the Isle of Wight 1970 je live album kanadskog pjevača Leonarda Cohena koji je 2009. objavila diskografska kuća Columbia Records. Album je snimljen 1970. na Isle of Wight Festivalu i sadrži 19 skaldbi.

## Popis pjesama
| 1.    | »Introduction«                                             | 3:05 |
| 2.    | »Bird On The Wire«                                         | 4:15 |
| 3.    | »Intro to So Long, Marianne«                               | 0:15 |
| 4.    | »So Long, Marianne«                                        | 7:07 |
| 5.    | »Intro/Let's Renew Ourselves«                              | 0:51 |
| 6.    | »You Know Who I Am«                                        | 3:58 |
| 7.    | »Intro To Poems«                                           | 0:29 |
| 8.    | »Lady Midnight«                                            | 3:37 |
| 9.    | »They Locked Up A Man (Poem)/A Person Who Eats Meat/Intro« | 1:59 |
| 10.   | »One Of Us Cannot Be Wrong«                                | 4:54 |
| 11.   | »The Stranger Song«                                        | 6:47 |
| 12.   | »Tonight Will Be Fine«                                     | 6:39 |
| 13.   | »Hey, That's No Way To Say Goodbye«                        | 3:34 |
| 14.   | »Diamonds In The Mine«                                     | 5:22 |
| 15.   | »Suzanne«                                                  | 4:26 |
| 16.   | »Sing Another Song, Boys«                                  | 6:31 |
| 17.   | »The Partisan«                                             | 5:13 |
| 18.   | »Famous Blue Raincoat«                                     | 6:15 |
| 19.   | »Seems So Long Ago, Nancy«                                 | 4:18 |
| 79:35 |                                                            |      |

## Vanjske poveznice
- Field Commander Cohen na Disogs
- Informacije o albumu na The Leonard Cohen Files